# Internationale Fechtmeisterschaften 1925
Die Internationalen Fechtmeisterschaften 1925 waren die vierte Austragung der heute als Weltmeisterschaft anerkannten Wettbewerbe im Fechten und fanden in der belgischen Stadt Ostende statt. Das von der Fédération Internationale d’Escrime organisierte Turnier wurde offiziell als Europameisterschaft ausgetragen, jedoch waren auch Fechter aus nichteuropäischen Staaten zugelassen. 1937 wurden die Veranstaltungen offiziell in Weltmeisterschaft umbenannt, die Internationalen Fechtmeisterschaften 1925 wurden rückwirkend als vierte Weltmeisterschaft anerkannt.

## Resultate der Männer

### Säbel, Einzel
| Platz | Land   | Sportler          |
| ----- | ------ | ----------------- |
| 1     | Ungarn | János Garay       |
| 2     | Ungarn | Jenő Uhlyárik     |
| 3     | Ungarn | Attila Petschauer |

## Medaillenspiegel
| Platz | Land   | Gold | Silber | Bronze | Gesamt |
| ----- | ------ | ---- | ------ | ------ | ------ |
| 1     | Ungarn | 1    | 1      | 1      | 3      |